# Katholische Friedensstiftung

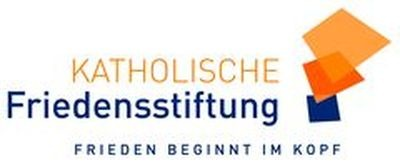
Logo der Katholischen Friedensstiftung

Die Katholische Friedensstiftung fördert das Institut für Theologie und Frieden (ithf) in Hamburg, das seit über 30 Jahren die ethischen Grundlagen des Friedens erforscht und in die aktuelle politische und kirchliche Debatte hineinträgt. Ziel ist die Konzeption einer neuen Friedensordnung, in der die Stärke des Rechts das Recht des Stärkeren ablöst.
Der Leitsatz der Stiftung lautet: „Frieden beginnt im Kopf“.

## Die Stiftung
Die Stiftung ist eine Treuhandstiftung bürgerlichen Rechts unter der Dachstiftung Katholische Soldatenseelsorge. Ihr Anfangsvermögen beträgt 800.000 Euro. Sie wurde 2010 errichtet. Die Geschäftsstelle befindet sich im Haus der Katholischen Akademie in Hamburg, dort wiederum in dem Räumlichkeiten des ithf.
Die Katholische Friedensstiftung richtet ihre Arbeit als Mitglied im Bundesverband Deutscher Stiftungen an dessen „Grundsätzen guter Stiftungspraxis“ und den „Grundsätzen guter kirchlicher Stiftungspraxis“ aus.

## Tätigkeitsbereiche
Es ist eine Förderstiftung, die selbst nicht operativ tätig wird. Stiftungszweck ist die Förderung des Instituts für Theologie und Frieden, dem einzigen katholischen „Think Tank“ Europas zur Friedensethik.

## Unterstützer
Zu den Unterstützern der Stiftung gehören:
- Peter Frey (ZDF-Chefredakteur)
- Wolfgang Ischinger (Vorsitzender der Münchner Sicherheitskonferenz)
- General a. D. Karl-Heinz Lather (ehem. Stabschef NATO-Hauptquartier)
- Elke Hoff (MdB, Sicherheitspolitische Sprecherin der FDP-Bundestagsfraktion)
- Karin Kortmann (Vizepräsidentin des Zentralkomitees Deutscher Katholiken)
- Josef Winkler (ehemaliger MdB, Bündnis 90/Die Grünen)
- Andreas Schockenhoff (MdB, Stellvertretender Vorsitzender der CDU/CSU-Bundestagsfraktion; † 2014)